# Ким Ён Сук
Ким Ён Сук (кор. 김영숙, в англоязычных источниках Kim Young Sook; родилась в 1947 году) — считается единственной официальной женой Ким Чен Ира, которую подыскал ему отец, и которую Ким Чен Ир никогда не любил. Была дочерью высокопоставленного военного.